# Marchio del patrimonio europeo

Logo del Marchio del patrimonio europeo

Il Marchio del patrimonio europeo, conosciuto anche con la denominazione inglese European Heritage Label, è un riconoscimento comunitario approvato dal Parlamento e dal Consiglio europeo finalizzato a dare valore al patrimonio culturale comune, dando un apporto a rafforzare il senso di appartenenza all'Unione europea e a promuovere il dialogo interculturale. Il marchio è anche considerato una garanzia di qualità. Ha come obiettivo quello di favorire un più grande accesso al patrimonio culturale e valorizzarne la dimensione europea. L'azione è gestita dalla Commissione europea e con l'iniziativa Capitale europea della cultura e i premi culturali è una delle azioni speciali del programma quadro Europa Creativa. Non riguarda solamente il patrimonio materiale ma qualcosa di più ampio: è la somma degli elementi che sono resti del passato tuttavia ricorrenti nel presente. 

## Storia
Il Marchio del patrimonio europeo nasce come iniziativa intergovernativa il 28 aprile 2006 durante un incontro svoltosi a Granada, Spagna, tra 17 degli allora 25 Stati membri dell'Unione europea e la Svizzera.
Lo scopo principale dell'ideazione di questo progetto era, e rimane tuttora, quello di creare coesione tra i Paesi europei e, tramite l'Unione stessa, di favorire lo sviluppo delle culture all'interno di ogni singolo Stato membro; questa azione era inoltre atta a favorire l'informazione e la conoscenza dei cittadini, soprattutto di quelli più giovani.
Circa due anni dopo, il 20 novembre 2008, il Consiglio dell'UE decide di modificare il ruolo del progetto all'interno dell'Unione, passando da quello d'iniziativa intergovernativa a quello di "azione" dell'UE. Con essa parte ufficialmente un percorso che porterà, il 16 settembre 2011, alla vera e propria creazione del Marchio del patrimonio europeo.
Da quel momento si iniziano a scegliere i siti meritevoli di ricevere il riconoscimento: nel 2013 e nel 2014 avvengono le prime selezioni, rispettivamente per i Paesi che non avevano preso parte all'iniziativa intergovernativa del 2006 e per quelli che invece vi avevano partecipato. Dal 2013 i siti vengono accuratamente selezionati per il loro valore simbolico, il ruolo che hanno svolto nella storia e le attività che offrono per avvicinare l'Unione ai suoi cittadini. Le caratteristiche che consentono al sito di essere un marchio sono: dare vita al discorso narrativo, alla storia che esso racchiude e il fatto che la loro importanza vada oltre l’estetica. Il loro obiettivo consiste nel contribuire a far progredire la dimensione europea e garantire l’accessibilità organizzando un’ampia gamma di attività didattiche per diffondere i valori che ogni sito possiede.

## Caratteristiche del Marchio del patrimonio europeo
La caratteristica peculiare del Marchio del patrimonio europeo, rispetto al Patrimonio Mondiale dell'UNESCO e agli Itinerari culturali del Consiglio d'Europa è, come citato dall'ottavo considerando della decisione 1194/2011/UE :" il contributo apportato dai siti selezionati alla storia e alla cultura europee, compresa la costruzione dell'Unione, dalla loro chiara dimensione educativa rivolta ai cittadini, soprattutto i giovani, nonché dalla creazione di reti fra i vari siti finalizzata allo scambio di esperienze e buone pratiche." Si tratta dunque di valorizzare il patrimonio culturale comunitario soprattutto attraverso la promozione dei siti a livello turistico e creando sinergie fra il patrimonio culturale e la creatività. 

## Requisiti per ottenere il Marchio

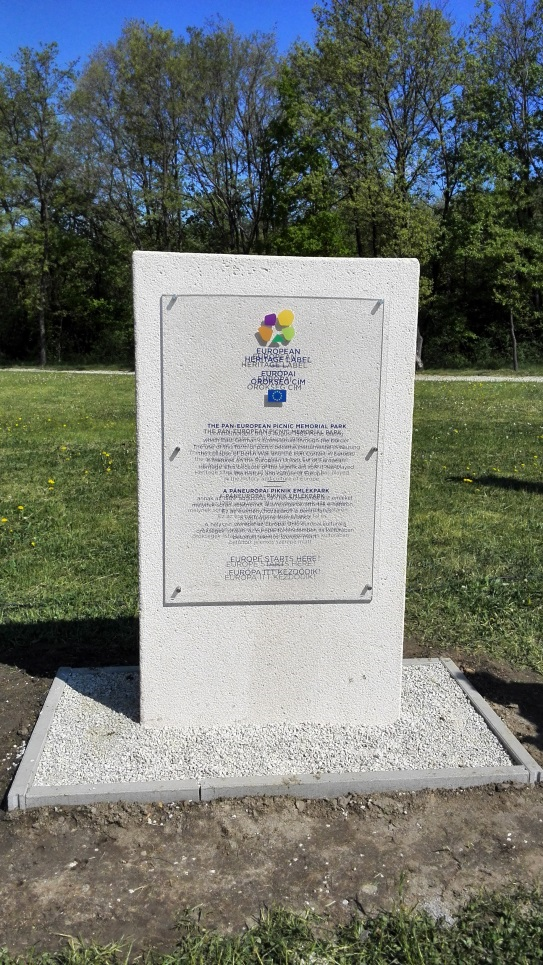
Targa del riconoscimento del Marchio al parco del memoriale del picnic paneuropeo

L’assegnazione del Marchio avviene sulla base di tre livelli. In primo luogo è fondamentale il valore simbolico europeo del sito, il secondo livello è connesso alla qualità del progetto presentato e infine alla qualità del piano delle attività di lavoro proposte al momento della candidatura. Il sito dovrà essere caratterizzato da: carattere transfrontaliero o paneuropeo, collocazione e ruolo nella storia, nell'integrazione europea, nello sviluppo e nella promozione dei valori comuni.
È necessario esporre un progetto e un piano di lavoro al momento della candidatura. Per quanto riguarda il primo, esso deve contemplare: la sensibilizzazione dei cittadini alla rilevanza europea del sito; l'organizzazione di attività didattiche; la promozione del multilinguismo; la partecipazione alle attività di networking con altri siti del Marchio; l’incremento della visibilità e dell’attrattiva del sito e la realizzazione di attività artistiche e culturali. 
Il piano di lavoro deve includere: una buona gestione del sito; la sua preservazione; strumenti di accoglienza appropriati; accesso al sito per il più ampio pubblico possibile; attenzione particolare ai giovani; promozione del sito come destinazione turistica sostenibile; strategia di comunicazione coerente e completa e una gestione del sito rispettosa dell’ambiente.
La selezione dei siti candidati al conseguimento del Marchio avviene, dopo una preselezione nazionale, a livello europeo e viene effettuata da un panel composto di tredici esperti indipendenti, sotto la responsabilità della Commissione europea. Ciascuno Stato membro può preselezionare fino a un massimo di due siti ogni due anni.
Una volta assegnato, il Marchio è permanente, a patto che i siti selezionati continuino a rispettare i criteri e ad attuare il progetto e il piano di lavoro presentati al momento della candidatura. Per constatare ciò, ciascun sito viene periodicamente controllato.

## Il logo

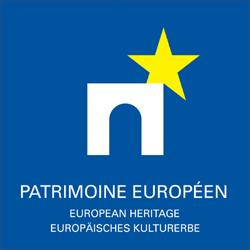
Precedente logo del marchio (versione in lingua francese)

Il logo del nuovo Marchio del patrimonio europeo è stato selezionato in seguito a una competizione nel 2012. Il marchio viene dato sotto forma di una grande targa portante un'iscrizione nel linguaggio nazionale e in inglese, e una piccola con solo il logo.
Il marchio stesso è rappresentato da una grande lapide recante un'iscrizione in lingua nazionale e in inglese e una piccola targa con il solo logo.

## Siti scelti
I siti scelti sono i testimoni degli albori della civiltà oppure dell'Europa così come la conosciamo oggi. Tutti questi luoghi celebrano e simboleggiano gli ideali, i valori, la storia e l'integrazione che caratterizzano la società e la cultura europea. Non è necessario visitarli come fossero un percorso. Anche singolarmente raccontano un pezzo di storia. I visitatori vengono a conoscenza della vastità e della portata di ciò che l'Europa offre e dei traguardi che ha raggiunto.
I siti attualmente detentori del marchio sono:

### Austria
- Parco archeologico di Carnunto: si trova nell'est dell'Austria, nel comune di Petronell-Carnuntum. Fu un importanze fortezza legionaria romana sulle rive del Danubio. Ha grande rilevanza storica perché 11 novembre 308 d.C. ha ospitato il convegno di Carnunto: ad esso parteciparono Augusto Galerio, Massimiano, Diocleziano, e i due precedenti Augusti. Fu decisivo per il futuro dell'impero romano, perché si stabilì per l'ultima volta in modo pacifico la gerarchia tetrarchica, prima della morte di Diocleziano. Ora è una meta turistica e ogni anno ospita il "Festival of art Carnuntum", manifestazione per celebrare l'antico teatro greco e romano.

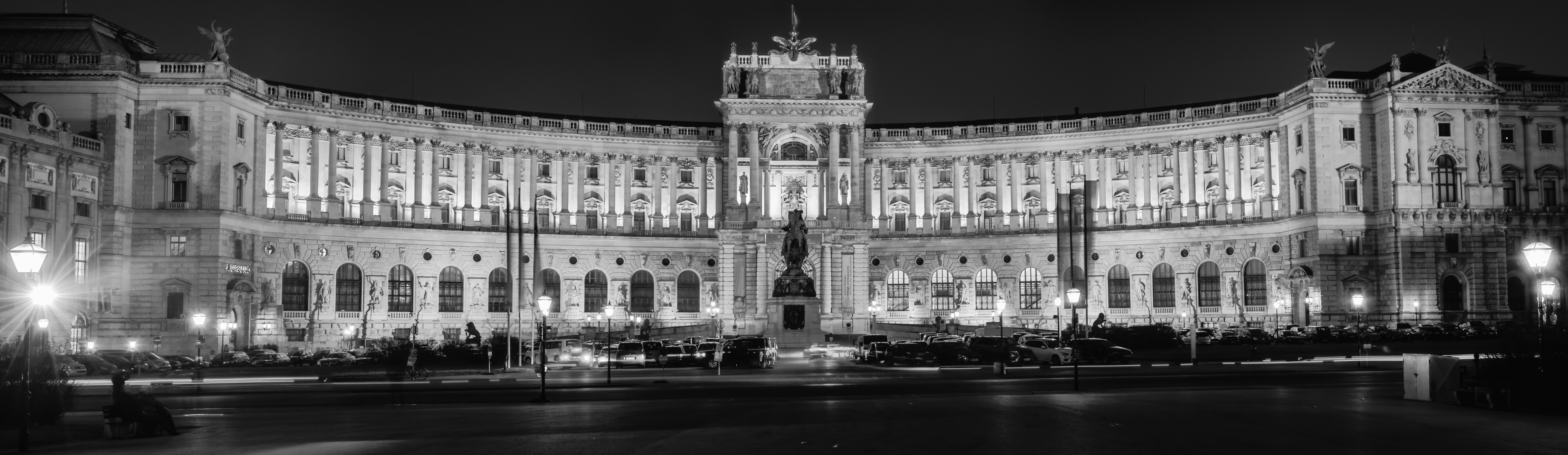
Uno dei palazzi della Hofburg a Vienna

- Palazzo imperiale di Hofburg, Vienna: la Hofburg è un complesso di giardini e residenze a palazzi situato a Vienna, in Austria; esso è stato il centro del potere austriaco per più di sei secoli. Iniziato nel 1240, è stato usato come residenza dalla famiglia Asburgo, la quale regnò per più di settecento anni sulla Repubblica Ceca, l'Ungheria, gli Stati Balcanici, e parzialmente la Svizzera e la Francia, quindi su una larga parte dell’Europa. Oggi è sia una meta turistica per i vari musei che contiene sia (solo una parte) residenza e luogo lavorativo del presidente dell'Austria.

- Gli Edifici del Deutscher Werkbund, Vienna: sono nati alla fine della prima guerra mondiale e sono presenti in quattro Stati diversi, quali Germania, Polonia e Repubblica Ceca, oltre all'Austria. Furono realizzati dagli architetti del movimento "Nuova oggettività" per rispondere alle esigenze abitative sociali che erano sorte. All'epoca rappresentavano un esperimento architettonico e hanno acquisito un grande valore nella storia dell'architettura europea per via del loro messaggio volto ad aspirazioni sociali, emancipatorie, estetiche e tecniche.

### Belgio
- Archivio storico Mundaneum, Mons: il Mundaneum è un centro d'archivi e spazio di esposizioni temporanee a Mons, nella provincia dell'Hainaut nel Belgio. I due fondatori, Paul Otlet e Henry La Fontaine, furono due pacifisti e idearono il Mundaneum sulla base di questa loro filosofia, che la conoscenza potesse facilitare la pace. L'obiettivo principale era quello di raccogliere tutte le informazioni disponibili nel mondo e catalogarle secondo la classificazione decimale universale (CDU).
- Bois du Cazier: il sito della miniera ha ottenuto il marchio in ricordo della solidarietà europea dimostrata a seguito di quello normalmente conosciuto come il Disastro di Marcinelle.
- MigratieMuseumMigration: selezionato perché offre una visione chiara delle varie ondate di migranti e rifugiati in Europa dopo la seconda guerra mondiale.

### Bulgaria
- Museo dell'arte tracia nei Rodopi orientali: tomba di Aleksandrovo: selezionato per aver promosso la comprensione della cultura della Tracia una delle più antiche d'Europa.

### Croazia
- Sito Neanderthal di Krapina: nel sito archeologico Neanderthal a Krapina, Croazia, è presente il più grande numero di fossili in Europa, circa novecento resti umani rinvenuti a partire dal 1899 e risalenti al 125 000 a.C. Questi reperti hanno contribuito a influenzare varie teorie scientifiche sullo sviluppo umano, il processo di civilizzazione e come le comunità europee di primitivi vivevano durante il Paleolitico.
- Museo della cultura e sito archeologico di Vučedol: il sito è stato selezionato perché rappresenta uno dei più antichi luoghi d'incontro delle culture indoeuropee sulla riva destra del Danubio.

### Repubblica Ceca
- Castello di Olomouc dei Přemyslidi e Museo Arcidiocesano: ad Olomouc, città della Moravia nella Repubblica Ceca, hanno sede il castello dei Premyslidi e il Museo Arcidiocesano. Quest'ultimo è dedicato alla conservazione di opere d'arte dell'Arcidiocesi di Olomouc. Le sue collezioni sono esposte nel castello dei Premyslidi, che percorre anni e anni di storia. Il castello e il museo giocano un ruolo importante nella presenza moraviana nella storia europea. Olomouc è un antico centro cristiano, un luogo che preserva e sottolinea l'alto livello di mecenatismo degli arcivescovi della Moravia e un ottimo esempio di conservazione del patrimonio nella regione.
- Castello di Kynžvart: per il ruolo che ebbe ospitando nel 1840 l'incontro diplomatico organizzato da Klemens von Metternich al fine di creare una Lega per la pace. A seguito dei numerosi incontri diplomatici organizzati dal politico austriaco è considerato un luogo simbolo della dipolmazia europea.

### Estonia
- Casa della Grande Gilda, Tallinn: la Casa della Grande Gilda è stata commissionata dalla Gilda stessa e costruita nel 1410. Questa organizzazione medievale di mercanti anseatici tedeschi era uno dei più importanti gruppi commerciali e ha svolto un ruolo importante nella storia dell'Europa settentrionale durante il Medioevo. Oggi la casa ospita il museo storico dell'Estonia che racconta il percorso del Paese nel contesto europeo.

- Complesso storico dell'Università di Tartu: il complesso storico dell'università di Tartu in Estonia è un campus disegnato alla metà del XIX secolo. Iniziato nel 1632 dal re svedese Gustav II Adolf, nonostante sia passato nelle mani di vari poteri politici tra cui Svezia, Polonia, Germania, Russia, unione sovietica ed Estonia, l'università di Tartu è sempre rimasta un modello di idee che puntano al progresso.

### Finlandia
- Campus Seminaarinmäki: il campus è stato selezionato perché fornisce una base per un sistema sociale europeo democratico che previene l'esclusione sociale e favorisce la pacifica convivenza delle persone.

### Francia
- Abbazia di Cluny: fondata nel 910 da Guglielmo d'Aquitania nella regione francese della Borgogna, questa abbazia conobbe il suo massimo splendore quando fu affidata da quest'ultimo a dei monaci, i quali svilupparono una grande circolazione di libri, idee artistiche e conoscenze scientifiche. Queste innovazioni portarono ad un grande flusso di fedeli nella zona, rendendola così uno dei maggiori centri europei dell'epoca. Per questo motivo, e poiché molte di queste nozioni fanno ancora oggi parte del patrimonio culturale francese e di quello europeo, questo sito è stato insignito del Marchio. In collaborazione con esso è inoltre partita l'organizzazione di un progetto, volto a far conoscere meglio Cluny attraverso l'uso delle nuove tecnologie, di più lingue e di programmi e risorse per bambini, il che ha portato ad un notevole incremento delle visite da tutta Europa.
- Casa di Robert Schuman, Scy-Chazelles: questo sito è l'edificio situato a Scy-Chazelles, piccolo comune della Lorena, in cui Robert Schuman, padre fondatore dell'UE, ha trascorso gli anni della pensione, dal 1960 fino alla scomparsa, avvenuta tre anni dopo. Grazie alle tante iniziative proposte nei confronti dei più giovani, come ad esempio la creazione di un fumetto bilingue e lo sviluppo di nuovi laboratori anche per i bambini con disabilità uditiva, nel 2014 ha ottenuto la lastra del Marchio.
- Distretto Europeo di Strasburgo: il distretto europeo di Strasburgo, sito del Marchio del patrimonio europeo dal 2014, è un importante quartiere della città francese che testimonia lo sviluppo della democrazia e dei diritti umani in Europa. Al suo interno comprende il Consiglio d'Europa, la Corte europea dei diritti dell'uomo ed il Parlamento europeo. Per la sua grande importanza a livello comunitario data dalla presenza di questo complesso, Strasburgo è candidata al titolo di "Capitale d'Europa".
- Ex campo di concentramento di Natzweiler e i suoi sottocampi: nei campi di Natzweiler, che si trovavano su entrambe le sponde del Reno prigionieri di quasi tutti i Paesi europei hanno subito il terrore nazista. Oggi il sito è un luogo della memoria e di educazione del cittadino.
- Luogo della memoria a Le Chambon-sur-Lignon; questo sito fu un luogo di salvezza per numerosi ebrei, repubblicani spagnoli, tedeschi antinazisti e resistenti francesi.

### Germania
- Castello di Hambach: il castello medievale di Hambach è diventato importante nel XIX secolo. Dopo un periodo di repressioni politiche, circa 30 000 persone provenienti da Germania, Francia e Polonia sono arrivate nel castello il 27 maggio 1832 per celebrare la festa di Hambach. I partecipanti, difesi i diritti fondamentali e le libertà politiche, presero le parti dell'eguaglianza, della tolleranza e della democrazia in Europa. In questo modo, il castello è diventato un simbolo della lotta per le libertà civili.

- Münster e Osnabrück – Siti della Pace di Vestfalia: questi due comuni tedeschi, che nel 1648 posero fine alla Guerra dei trent'anni attraverso la Pace di Vestfalia, sancita dopo una lunga contrattazione durata 4 anni, rappresentano simbolicamente il percorso che ha portato l'Europa ad essere ciò che è oggi. Ad esempio, grazie alla lunga negoziazione fra di essi i Paesi Bassi sono diventati indipendenti, mentre la Svizzera è riuscita a raggiungere una posizione autonoma e neutrale. Grazie al ruolo che i comuni hanno giocato nella storia europea per il raggiungimento dell'integrazione fra le nazioni, sono riusciti a conseguire quest'importante risultato che è il Marchio.

- Siti del patrimonio musicale di Lipsia: sono costituiti da nove luoghi culturali che hanno segnato la storia musicale della città. Tra questi si annoverano, ad esempio, la Chiesa di San Nicola e la Vecchia Scuola, l’Archivio Bach nella Bose House, l’Università di musica e il teatro “Felix Mendelssohn Bartholdy”, la Casa di Mendelssohn, la Casa di Schumann e la Gewandhaus. Questi luoghi sono importanti per la tradizione musicale di Lipsia ma anche per il loro contributo allo sviluppo di un'identità europea che si riconosce nei valori della libertà, della fratellanza e dell'impegno civile, e che grazie alla musica riescono a superare i confini nazionali.

- Complessi residenziali del Werkbund in Europa: gli edifici costruiti dalla lega tedesca artigiani in quattro Paesi europei (Germania, Polonia, Repubblica ceca e Austria) furono un esperimento architettonico che ebbe una grande impatto in tutta Europa.

- L'Oderbruch: il delta del fiume Oder è stato selezionato come esempio di come la storia europea abbia influito sull'evoluzione di un territorio.

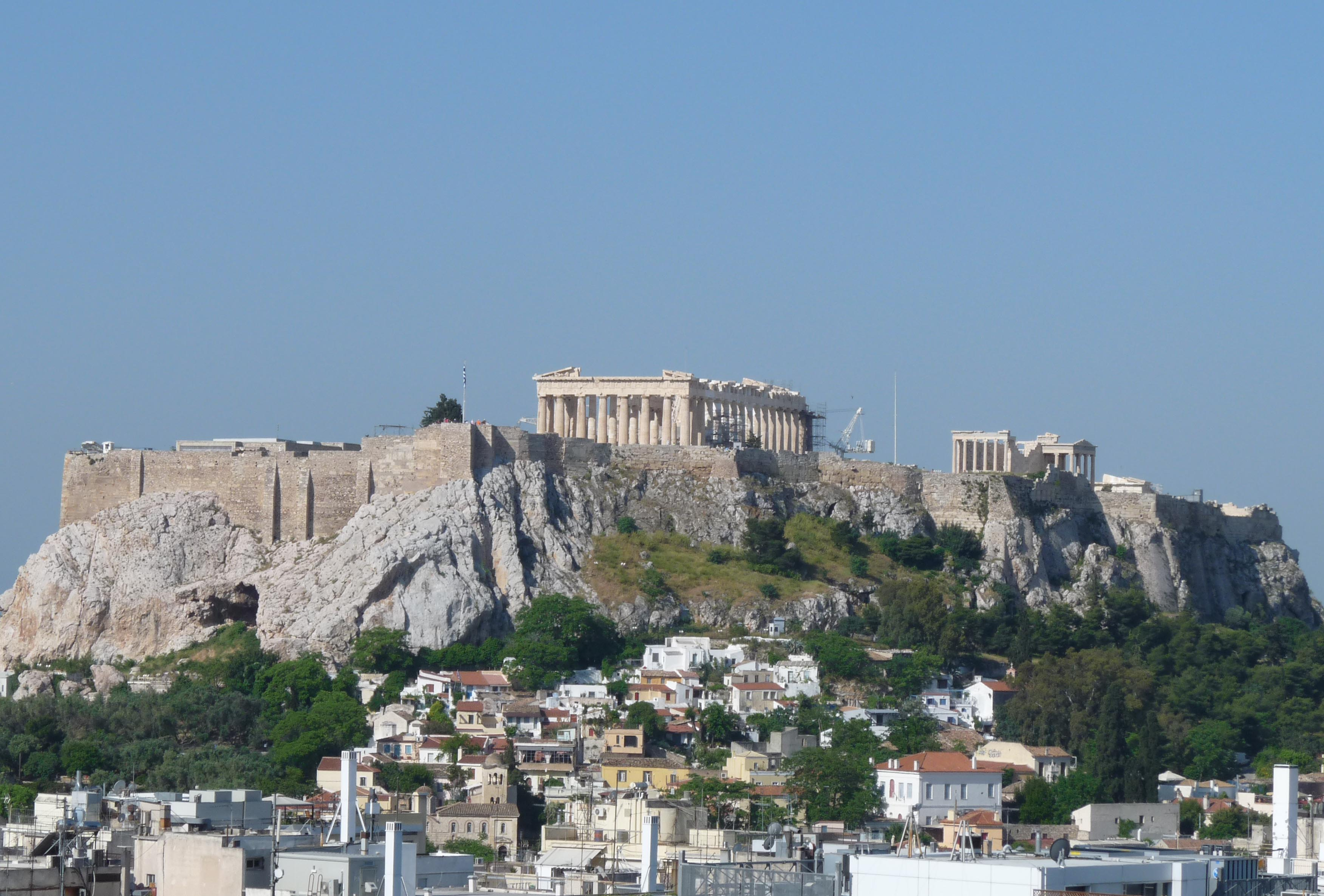
Acropoli di Atene

### Grecia
- Il centro della Antica Atene: l’Acropoli di Atene è un complesso costituito da un centinaio di monumenti che compongono un gruppo architettonico sviluppatosi in un arco di più di 3 000 anni. È la raffigurazione di un periodo storico in cui si sono svolti gli eventi che hanno configurato gli aspetti più importanti dell'identità europea, dallo sviluppo dell'arte e del teatro classici alla democrazia, alla filosofia, alla logica, alla parità dei diritti e alle scienze.
- Sito archeologico di Nemea: è un luogo simbolo per le radici sportive dell'Europa grazie ai Giochi nemei organizzati per la prima volta nel 573 a.C.

### Italia

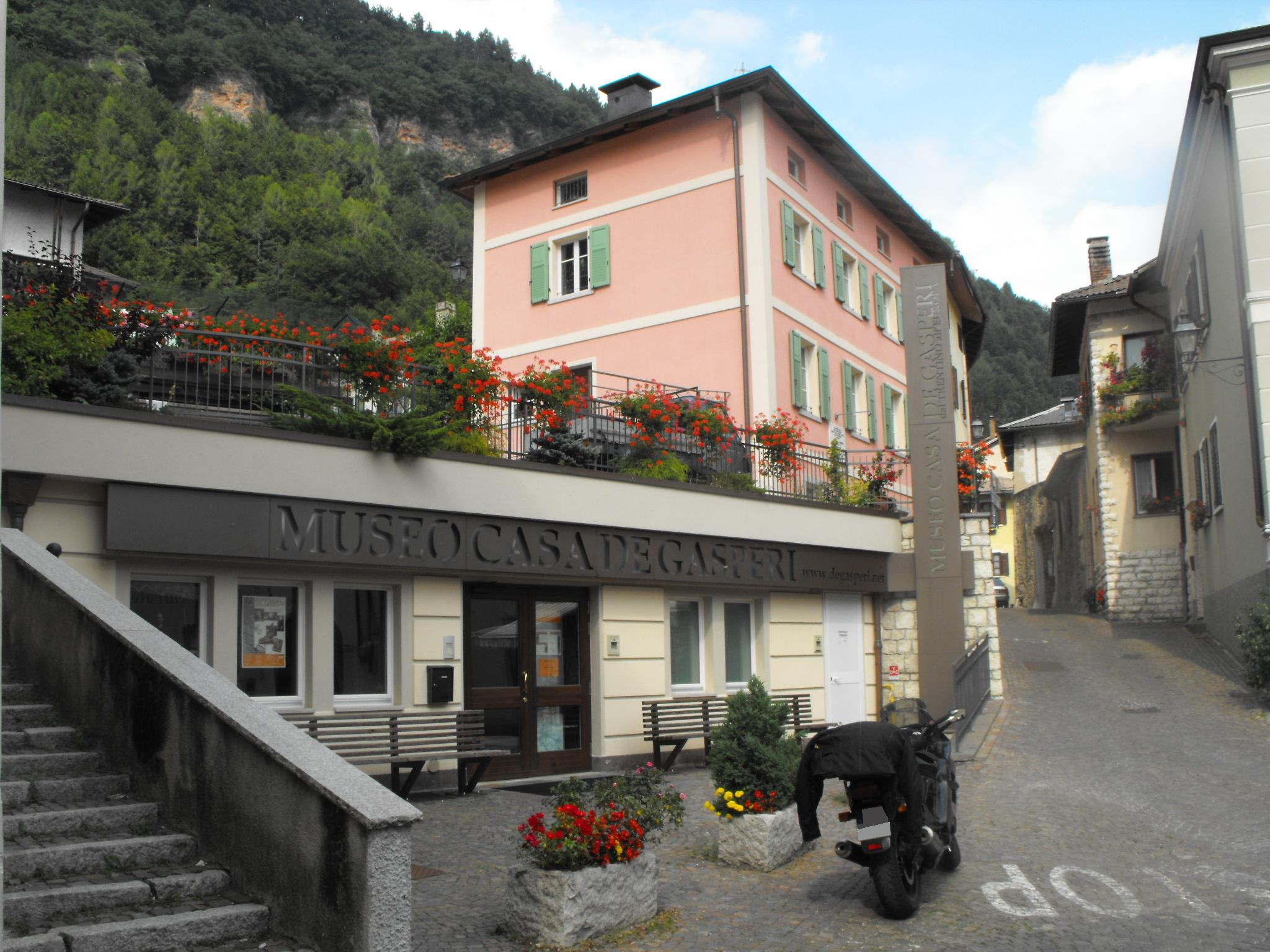
Museo Casa De Gasperi

- Museo casa De Gasperi, Pieve Tesino: il Museo Casa De Gasperi, situato a Pieve Tesino, presso la casa natale dello statista, è stato inaugurato il 18 agosto 2006. Attraverso immagini, filmati ed oggetti, il museo ha lo scopo di rivivere la storia, focalizzandosi in particolare su quella compresa tra la sua nascita (1881) e la fine degli anni ’20 dello scorso secolo, di uno dei Padri Fondatori dell’Unione Europea e di esprimere il suo ideale di un’Europa unita come occasione e strumento di pace e democrazia.
- Forte di Cadine: progettato nella seconda metà dell'Ottocento da Gustav Hermann, maggiore del genio militare di Trento, il forte faceva parte del primo gruppo di fortificazioni permanenti austriache a difesa delle vie di collegamento al capoluogo. Oggi lo spazio è gestito dalla Fondazione Museo storico del Trentino con una ricca proposta di attività educative. Ha ricevuto il Marchio nel 2018 in quanto luogo della memoria (di divisioni storiche, conflitti militari e cambiamenti dei confini) e della consapevolezza (rispetto al valore delle frontiere aperte e della libera circolazione).
- Area archeologica di Ostia antica: per essere stata nei secoli luogo d'interazione tra molteplici culture.
- Ventotene: la zona è stata selezionata per il ruolo centrale avuto nella costruzione del progetto europeo, il Manifesto di Ventotene ne è la sua più alta espressione.
- Sant'Anna di Stazzema: è un piccolo borgo situato nell'Appennino toscano nel quale il 12 agosto 1944 tre compagnie delle Waffen-SS massacrarono 560 persone, inclusi molti bambini. Dal dicembre 2000 Sant'Anna di Stazzema ospita il Parco Nazionale della Pace.

### Lettonia
- I tre fratelli: il sito ha avuto un'importanza capitale nella resistenza contro la distruzione della cultura lettone durante l'occupazione sovietica. I tre edifici sono diventati un simbolo europeo per la protezione del patrimonio culturale
- Centro storico di Turaida: è stato selezionato per il ruolo importante avuto nell'integrazione degli Stati baltici in Europa.

### Lituania
- La Kaunas del 1919-1940: ottenuta l’indipendenza nel 1918, la Lituania ebbe come capitale temporanea nel periodo compreso tra il 1919 e il 1940 Kaunas, in sostituzione della storica Vilnius, allora facente parte della Polonia. Ciò comportò un grande sviluppo delle strutture e una notevole modernizzazione della città, che la fece diventare il simbolo del modernismo europeo interbellico e che costituisce l’eredità di quel periodo d’oro. Dal 2013 la città, attraverso festival, progetti e pubblicità, si sta impegnando a diffondere l’importanza del periodo tra le due guerre mondiali.

### Lussemburgo
- Cittadina di Schengen: è il luogo dove, il 14 giugno 1985, fu firmato l'Accordo di Schengen, che prevedeva la creazione di uno spazio comune di libera circolazione
- Echternach: la cittadina è stata selezionata per essere stata un polo d'attrazione nell'europa medioevale, grazie alla presenza del monaco benedettino  San Villibrordo.

### Paesi Bassi

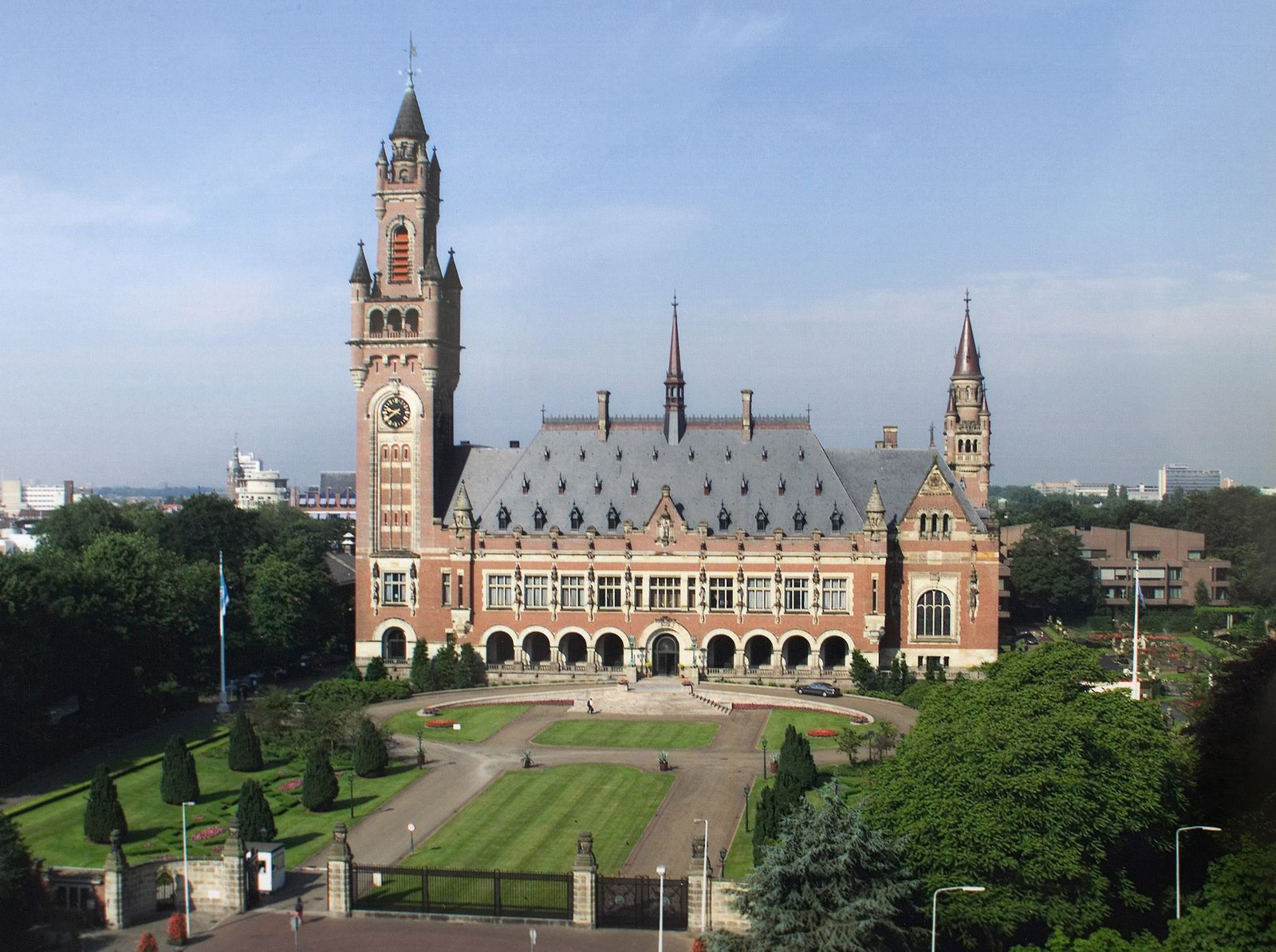
Palazzo della pace

- Campo di concentramento di Westerbork: testimonianza del periodo storico pre e post Seconda Guerra Mondiale in Europa, è stato prima un campo di rifugio per Ebrei, successivamente campo di deportazione dove furono detenuti 107.000 Ebrei, oltre che Sinti e Rom in numero molto minore, e infine campo di prigionia per i Nazisti in attesa di processo. Distrutto nel 1971, venne stabilito come sede di un museo commemorativo nel 1983. Esso riesce, all’interno di un’ambientazione ricostruita, nell’intento di far partecipare il visitatore ad un percorso emotivamente molto potente che coinvolge tutti i sensi, attraverso le fotografie di alcuni degli individui passati per il campo di concentramento e dei loro destini.
- Palazzo della Pace, L'Aia: è stato costruito nel 1913 ed è stata la sede della prima Conferenza di Pace Mondiale avvenuta nel 1899 ed è tuttora l’ambiente destinato al dialogo pacifico tra i Paesi. Ospitante la Corte internazionale di giustizia, la Corte permanente di arbitrato e l’Accademia del diritto internazionale, tramite diversi e regolari eventi, ha lo scopo di trovare una soluzione pacifica ai molteplici conflitti tra i vari Paesi.
- Trattato di Maastricht: pietra miliare per l'integrazione europea.
- Colonie della benevolenza: iniziativa nata nel XIX secolo con l'obiettivo di ridurre la povertà. Fu un grande progetto sociale e servì alla riflessione europea su come integrare e tutelare le persone più sfavorite della società.

### Polonia
- Cantiere navale di Danzica: questo luogo ha forti collegamenti con la nascita e la commemorazione del movimento “Solidarietà” e con le origini delle trasformazioni democratiche dell’Europa centro-orientale nel corso della seconda metà del Novecento, che garantirono il recupero della libertà in Polonia. Per far sì che gli accordi di agosto venissero stipulati nelle sedi del cantiere e consentissero la creazione del primo sindacato nel Blocco Orientale, furono necessari diversi scioperi, già a partire dal 1970, da parte dei lavoratori del cantiere, che causarono alcune vittime, oggi ricordate con un monumento ai caduti. Da quel momento in poi il movimento ha continuato a promuovere negli anni la democrazia e la libertà dei cittadini polacchi.

- Costituzione polacca di maggio, Varsavia: promulgata il 3 maggio 1791, è considerata la prima costituzione moderna d’Europa e la seconda nel mondo. Essa nacque dall’incontro tra la monarchia presente e le forze progressiste schierate per la repubblica. Riflettendo il periodo illuminista, questa costituzione dà priorità agli ideali della ragione, della legge e della libertà. Tali provvedimenti garantirono una completa riorganizzazione della Polonia dal punto di vista politico, sociale ed economico e posero fine al potere anarchico, presente ormai da molto tempo. Questo programma è inoltre parte degli ideali che hanno permesso la creazione di un’Europa unita.

- Unione di Lublino: il sito è costituito da tre monumenti, la Cappella della Santa Trinità, il monumento dell’Unione di Lublino e il monastero dominicano, tutti connessi alla stipulazione della suddetta unione, avvenuta nel 1569, che riunì la Polonia e il Granducato di Lituania, andando a costituire la cosiddetta Confederazione polacco-lituana, caratterizzata da una monarchia, un parlamento e una moneta unici, ma soprattutto dalla tolleranza etnica e religiosa. La presenza di tali monumenti costituisce la memoria di un’identità unica europea e di una tappa fondamentale nello sviluppo dei principi democratici, alla base dell’attuale Unione Europea.

- Cimitero n. 123 del fronte orientale della Prima guerra mondiale: situato sul colle Pustki, è stato costruito nel 1918 come luogo di riposo eterno per i soldati, provenienti dagli attuali territori di Austria, Ungheria, Germania, Polonia, Ucraina, Russia e Slovenia e di conseguenza caratterizzati da culti e culture differenti, impegnati nella sanguinosa battaglia di Gorlice. È perciò un luogo di memoria finalizzato alla rappresentazione dell’idea di ecumenismo, dal momento che venne riservato lo stesso trattamento alla totalità dei caduti, mettendo da parte le diverse appartenenze ad eserciti e tradizioni.

- Sito commemorativo di Łambinowice: composto da vari luoghi situati lungo la Via del ricordo, il sito è un luogo importante della storia europea perché i campi di Stalag, costruiti durante la Guerra franco-prussiana furono poi trasformati in campi di concentramento durante la seconda guerra mondiale.

### Portogallo
- La Carta dell'abolizione della pena di morte (1867), Lisbona: la carta dell'abolizione della pena di morte è stata approvata nel 1867 ed è preservata nell'archivio nazionale della Torre do Tombo a Lisbona in Portogallo. È uno dei primi esempi di iscrizione di una legge riguardo all'abolizione della pena di morte per un crimine civile dentro un sistema legale nazionale in maniera permanente. Il re Luis, che ha firmato la carta, ha seguito dei principi umanistici nel farlo e ha sottolineato il fatto che sarebbe stata una decisione permanente e non provvisoria. Questo documento promuove dei valori che sono parte della Carta dei Diritti Fondamentali dell'Unione Europea. Sviluppare la cooperazione tra i diversi paesi dell'Europa, aprendo le frontiere sarà un elemento fondamentale per il futuro.

- Biblioteca Generale dell'Università di Coimbra: la Biblioteca Generale dell'Università di Coimbra, in Portogallo, è stata fondata nel 1513 e contiene uno dei più importanti complessi bibliotecari dell'800. La biblioteca è sempre stata aperta al pubblico ed è stata una delle prime librerie in Europa a provvedere cataloghi nel corso dell'800, oltre a non aver mai tollerato la censura e a continuare a collezionare e fornire accesso a libri proibiti durante il regime di Salazar. Vari documenti riguardanti il significato dell'Europa sono tenuti qui. La combinazione di questi valori istituzionali, l'edificio stesso, il modo in cui è tenuto e varie pratiche innovative nel campo bibliotecario danno a questo edificio un grande significato a livello europeo.

- Punta Sagres: è un paesaggio ricco di cultura e storia situato nel sud-ovest della Penisola Iberica. Comprende un'ampia serie di siti archeologici, strutture urbane e monumenti che testimoniano la sua posizione strategica e la sua importanza nei secoli. Il promontorio diventò la sede centrale del principe Enrico il Navigatore per i suoi progetti di espansione marittima durante il XV secolo. La punta Sagres è un luogo "chiave" dell'età delle grandi scoperte che marcarono l'espansione cultura europea, la scienza e il commercio tra l'Atlantico e il Mediterraneo.

- Patrimonio culturale subacqueo delle Azzorre: il patrimonio culturale subacqueo comprende oltre trenta siti pubblici con più di 1000 relitti repertoriati. Sono una pagina importante della storia del commercio europeo dal XV al XX secolo.

### Romania
- Memoriale delle vittime del Comunismo e della Resistenza: il memoriale è ospitato nell'ex carcere stalinista di Sighet che fino agli anni Settanta veniva utilizzato per imprigionare studenti e contadini della resistenza (1948-1950), oppositori politici, giornalisti e sacerdoti (1950-1955) e criminali comuni. Oggi è un memoriale delle vittime dei regimi comunisti e mostra lo sviluppo e gli effetti dei regimi comunisti in Romania e in altri paesi dell'Europa orientale.
- Palazzo Danubio: sede della Commissione europea del Danubio (ECD) creata dopo il Congresso di Parigi del 1856, è un esempio di come si sia cercato di gestire il traffico fluviale di uno dei fiumi più importante del continente, diventando così uno stimolo a una maggiore integrazione europea.

### Slovacchia
- La pittura murale medievale nelle regioni di Gemer e Malohont: questi pitture murali riguardano una dozzine di chiese medioevali disseminate nelle contee di Gemer e Malohont, un territorio che ha spesso cambiato i suoi confini. La loro realizzazione è frutto dell'arte europea che già all'epoca era fortemente internazionale.

### Slovenia
- Ospedale partigiano Franja: è stato un ospedale segreto utilizzato durante la seconda guerra mondiale dai partigiani sloveni come parte di un movimento di resistenza contro i Nazisti. È situato a Circhina in Slovenia.È esempio di un'azione umanitaria e medicale sottomessa alle estreme condizioni della seconda guerra mondiale in territori occupati dal Terzo Reich. Numerosi fisici venivano da vari paesi europei al fine di curare i feriti delle forze sia degli Alleati che dell'Asse. La presenza di questo ospedale è stata tenuta segreta grazie al supporto delle persone locali. Oggi è un museo che promuove la solidarietà, i diritti umani e i valori della democrazia.
- Chiesa commemorativa di Javorca e il suo paesaggio culturale: la chiesa del Santo Spirito fu costruita dai soldati che combatterono durante la prima guerra mondiale sul fronte dell'Isonzo, oggi simboleggia l'invito alla riconciliazione e la forza unificante della creazione e costruzione artistica collaborativa.
- Poesia Zdravljica: per aver contribuito alla costruzione dell'identità slovena e alla promozione della libertà d'espressione.

### Spagna
- Archivio Generale della Corona di Aragona, Barcellona: fondato nel 1318, l’Archivio della Corona di Aragona era il deposito centrale dell’archivio storico amministrativo, economico e politico della monarchia aragonese. Successivamente si sono aggiunti agli archivi i documenti amministrativi dello Stato e di altri enti che ora ci consentono di ripercorrere la storia della regione e dei grandi eventi europei. Gli Archivi della corona di Aragona sono una delle più antiche istituzioni archivistiche europee e contengono alcune delle raccolte più preziose di documenti dell'Europa medievale.

- Residencia de Estudiantes, Madrid: edificata tra il 1913 e il 1915, fungeva da residenza studentesca ma soprattutto come luogo di conferenze e scambio di idee oltre che struttura ospitante per le personalità di maggiore rilevanza all’interno delle arti presenti nell’Europa interbellica, come la filosofia e la scienza. I valori che l’hanno caratterizzata, tra cui il libero pensiero, la cooperazione e lo scambio, vengono tuttora portati avanti, rendendola un rinomato centro in tutta Europa per l’incoraggiamento alla comunicazione e alla comprensione fra culture, discipline e generazioni molto diverse tra loro.

- Le Miniere di Almadén: con i suoi 500 anni d'attività è diventato un simbolo europeo di sviluppo industriale.

### Ungheria

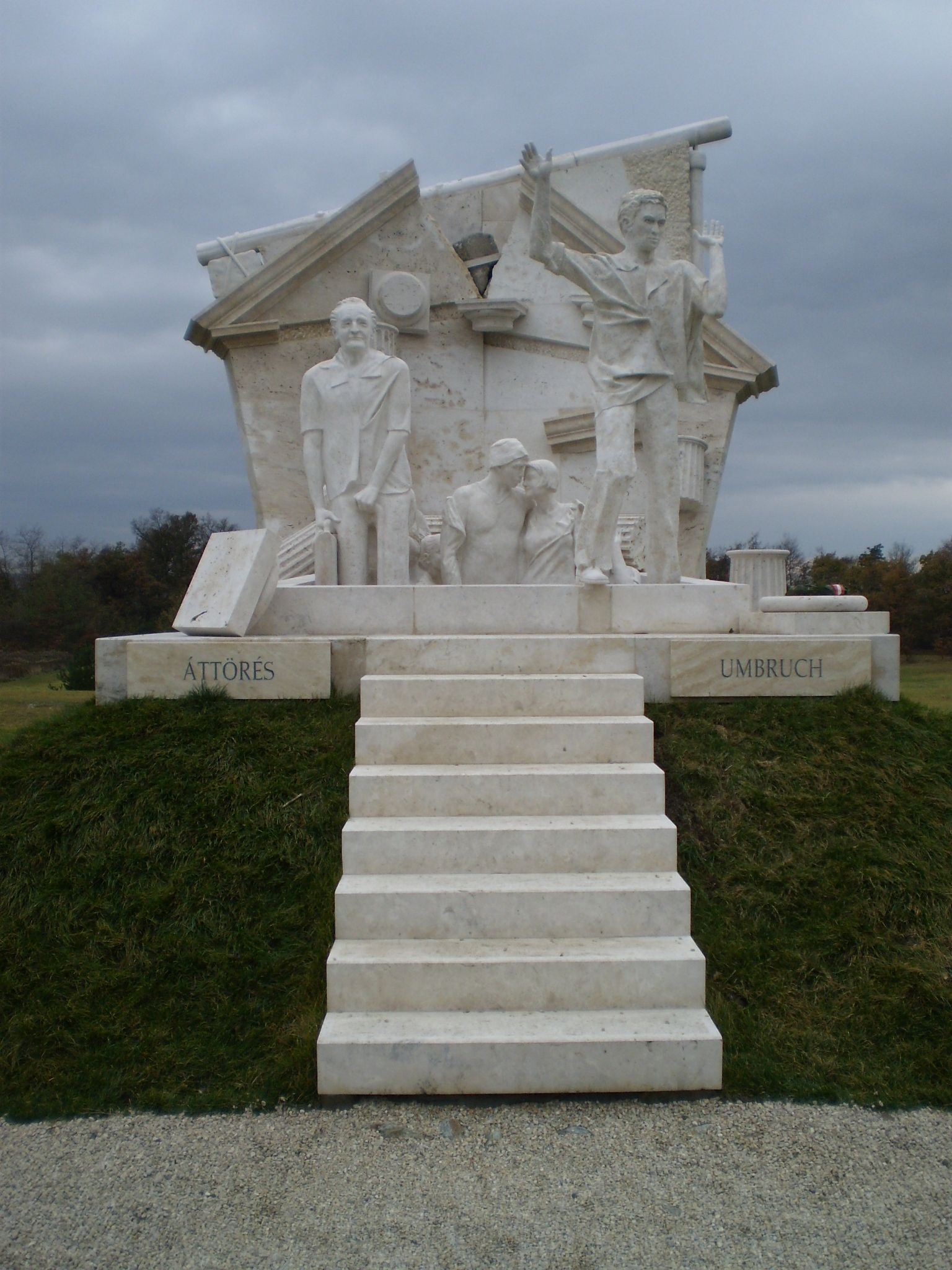
Memoriale del picnic paneuropeo

- Accademia musicale Franz Liszt, Budapest: l'accademia di musica Franz Liszt, fondata nel 1875 dallo stesso compositore e musicista, è un'istituzione eclettica. É un istituto di istruzione, un’università internazionale di arti musicali e una sala da concerto. Enfatizza il nostro patrimonio musicale anche se resta fedele al suo spirito di apertura, diffonde creatività e innovazione ed esprime il suo carattere europeo e internazionale.

- Parco memoriale del picnic paneuropeo, Sopron: il Parco del memoriale celebra la manifestazione pacifica chiamata “picnic paneuropeo" che ebbe luogo il 19 agosto 1989. Quasi 600 cittadini della Repubblica Democratica Tedesca fuggirono ad Ovest grazie all’apertura temporanea del confine tra l'Ungheria e l’Austria. È l’evento che ha segnato l'inizio del crollo della Cortina di ferro. Dopo un'antica divisione dell'Europa in due aree separate sul piano ideologico ed economico, il crollo della Cortina di ferro ha portato alla riunificazione della Germania e all'allargamento dell'UE verso Est nel 2004. Il Parco del memoriale celebra l'Europa unificata e senza confini, quale risultato degli eventi del 1989.

- Complesso della sinagoga di via Dohány: si tratta attualmente della più grande sinagoga d'Europa e la seconda del mondo. Il complesso comprende un museo, archivi, un memoriale dedicato a 10 000 soldati ebrei ungheresi che hanno perso la vita nella prima guerra mondiale, un giardino utilizzato come cimitero delle vittime dell'Olocausto e il parco commemorativo Wallenberg. Il complesso della sinagoga di via Dohány è un simbolo di integrazione, memoria e apertura al dialogo.

- Patrimonio vivente di Sant'Andrea: con la sua lunga storia la città è considerata un ponte tra le diverse aree culturali europee.